# Banda índia

Mapa del Canadà per Tractats amb els Amerindis

Al Canadà, una banda índia o band, de vegades banda de Primera Nació o simplement Primera Nació, és la unitat bàsica de govern per als pobles sotmesos a la Llei d'Indis (és a dir, indis amb estatut o Primeres Nacions al Canadà). Les bandes són generalment petits grups de gent: la banda més gran del país, les Sis Nacions de Grand River tenia 22.294 membre en setembre de 2005, i moltes tenen menys de 100 membres. Cada Primera Nació és representada per un consell de banda presidit per un president elegit, i, de vegades també un cap hereditari. En 2013 hi havia 614 bandes al Canada. El ser membre d'una banda és controlat d'una de dues maneres: per a la majoria de bandes, s'esdevé membre sent registrat en el Registre d'Indis organitzat pel govern. En 2013 hi havia 253 Primeres Nacions que tenien el seu propi criteri de ser membre, així que no tots els indis amb estatut són membres d'una banda.
Les bandes poden estar unides en agrupacions regionals més grans anomenats consells tribals. També hi ha un altre tipus d'organització anomenada consell de tractat o associació de tractat, que en la majoria de províncies representa bandes signants d'àrees de tractat (encara que en la major part de la Colúmbia Britànica, que és en la seva majoria no és de tractat, aquests cossos són per a la formació i la negociació de futurs reclams de tractats). Un altre tipus emergent d'organització a la Columbia Britànica són els consells de caps, com el Consell de Caps St'at'imc, que reuneix bandes que no s'inclouen en els consells tribals amb les dels consells tribals. Les bandes també solen pertànyer a un tipus o més de consell provincial o organització similar, i també el pancanadenc Assemblea de Primeres Nacions (anteriorment anomenada Germandat Nativa Índia), presidida per un líder elegit on cada banda té un vot independentment de la seva grandària. Les bandes són, fins a cert punt, l'òrgan de govern per a les seves reserves. Moltes de les Primeres Nacions també tenen grans poblacions fora de les reserves a les que el govern de la banda també representa, i també pot fer front als no membres que viuen a la reserva o treballar per a la banda.
Els indis sense estatut, métis i inuits no formen part del sistema de govern de bandes i reserves, i aquesta és una de les majors diferències entre llur situació legal i social i les que es governen per consell de bandes. Els tribunals han dictaminat que la referència constitucional als "indis" (article 91 (24) de la Constitució canadenca de 1867) s'aplica als inuit (Re Eskimos 1939), així com als mestissos i indis sense estatut legal (Daniels v. Canada de 2013), però les seves relacions amb el govern federal no es regeixen pels termes de la Llei Índia.

## Banda
Una banda és composta normalment, encara que no sempre, d'una sola comunitat. Moltes bandes, especialment a Colúmbia Britànica, controlen múltiples reserves índies, és a dir, diverses parcel·les de terra. Encara que actualment les bandes tenen un control considerable sobre les seves terres de reserva, en sentit estricte ni la pròpia banda ni els seus membres posseeix la terra. Més aviat, la terra es manté en dipòsit per a la banda per la Corona.
El terme banda és relacionat històricament amb el terme antropològic banda, però com a unitat jurídica i administrativa la banda no s'ha de correspondre a una banda en aquest sentit. Algunes bandes treuen els seus membres de dos o més grups ètnics a causa de la interrupció de les formes tradicionals per la colonització i/o la conveniència administrativa del Canadà, o per les aliances mútues entre aquests grups, alguns que daten de la Llei Índia.
El funcionament d'una banda és controlada per la Llei Índia, la legislació que defineix la posició de l'estatut d'indi. El govern de la banda és controlat per un conseller cap i un consell. El nombre de consellers es determina pel nombre de membres de la banda, amb un mínim de dos, a més del conseller cap. La Llei Índia especifica els procediments per a l'elecció del conseller cap i el consell. Algunes bandes fan ús d'una disposició política (anomenada 'elecció d'encàrrec') que els permet eximir-se d'aquests requisits per tal de seguir els procediments tradicionals per a l'elecció dels líders. Aquest és un assumpte controvertit. Els seus defensors sostenen que permet les Primeres Nacions d'adaptar el sistema definit externament a les seves tradicions. A vegades això significa que els líders "hereditaris" es converteixen en el cap conseller. Els opositors argumenten que els sistemes personalitzats sovint no són tradicionals i que, tradicionals o no, són injustos i antidemocràtics i tenen l'efecte de preservar el poder de camarilles corruptes i, en molts casos, d'excloure les dones; i també excloure líders hereditaris. El terme "Cap" actualment es refereix al cap conseller - aquest individu no ha de ser necessàriament un cap hereditari o líder, encara que alguns ho són.
Encara que la política actual del Departament d'Afers Aborígens i Desenvolupament del Nord del Canadà (AANDC) és tractar els governs de les banda com a força autònoms, les resolucions del consell de bandes sota la Llei Índia no tindran efecte a menys que estigui avalat pel  Ministre de l'AANDC.
A més del sistema de cap i consell estipulat per la Llei Índia, algunes bandes tenen un sistema tradicional de govern que manté una influència considerable. En alguns casos, els dos sistemes han arribat a una acomodació, com l'Oficina de Caps Hereditaris de la Wet'suwet'en. En altres casos, els dos entren en conflicte.

## Consell Tribal
Dues o més bandes poden unir-se per formar un consell tribal. Els consells tribals no tenen caràcter independent; treuen els seus poders per complet dels membres de les seves bandes. Quins poders es deleguen al consell tribal i quins serveis es proporcionen de forma centralitzada pel consell tribal varia d'acord amb els desitjos de les bandes membres.

### Altres organitzacions
A més dels consells tribals, les bandes poden crear organitzacions conjuntes per a fins particulars, com la prestació de serveis socials o d'atenció mèdica. Per exemple, a l'interior del centre de la Colúmbia Britànica, els Carrier Sekani Family Services proporcionen serveis socials a una dotzena de bandes. Els CSFS originàriament eren part del Consell Tribal Carrier Sekani Tribal però ara són una organització separada i inclou entre els seus membres bandes que no són membres de la CSTC.
Durant les negociacions del tractat, com els que intentà el govern provincial de BC en forma del Procés de Tractats de Columbia Britànica, les reclamacions de les bandes són coordinades i negociades, si es negocia, mitjançant conveni consells, alguns dels composició poden correspondre al consell tribal local, com el Consell tribal Ktunaxa Kinbasket contra el consell del tractat Ktunaxa Kinbasket, encara que en aquest cas particular els governs tribals americans pertanyen a la primera, però no a l'última. Altres, com l'Associació del Tractat Maa-nulth o el Grup del Tractat Temexw, abasten diferents consells tribals i bandes individuals, que cobreixen més d'un grup ètnic. Una altra organització denominada caps de consell poden incloure bandes pertanyents a un o més consells tribals i també bandes individuals que no en pertanyen a cap, com el Consell de Caps St'at'imc, que serveix de veu comuna a tots els St'at'imc i que formalment no reconeix la sobirania de la Corona.
En altres províncies, on ja existeixen tractats, un grup de tractat o associació de tractat està compost per bandes i signataris dels tractats existents, com ara el Tractat 6 i el Tractat 8.

## Sense estatut
S'ha creat una complicació addicional per l'existència de grups d'ascendència índia però que el seu estatut d'indi no és reconegut pel Canadà. Aquests són sovint els descendents de les bandes considerades per Canadà que s'han extingit. Aquests grups no tenen existència oficial, però, no obstant això, poden tenir algun grau d'organització política. Els Sinixt, ara amb base majoritàriament a l'estat de Washington com a part de la Tribus Confederades de la Reserva Colville, són un exemple d'un grup tan políticament actiu que no té cap govern de banda al Canadà, els membres encara tenen la condició d'indi (als EUA) i les reivindicacions de terres en curs a Colúmbia Britànica.

## Organitzacions nacionals
A més dels consells tribals i organitzacions de serveis per a fins especials, les bandes poden formar organitzacions més grans. La més gran és l'Assemblea de Primeres Nacions (AFN), que representa els caps de més de 600 bandes de tot Canadà. També hi ha algunes organitzacions regionals. El Cap de l'AFN es coneix com el Cap Nacional. L'AFN també té un Vice-Cap per a cada regió.

## Organitzacions Provincials/Territorials
A la Colúmbia Britànica la Cimera de Primeres Nacions representa aproximadament dues terceres parts de les bandes de la província que participen en les negociacions de tractats amb Canadà i Colúmbia Britànica, mentre que una organització més gran, la Unió de Caps Indis de la Colúmbia Britànica, representa les bandes que rebutgen l'actual procés del tractat de la Colúmbia Britànica. Algunes bandes pertanyen a totes dues. A Ontario, els Caps d'Ontario serveixen com a organització a nivell provincial; a Saskatchewan, l'agrupació a nivell provincial és el Federació de Nacions Índies de Saskatchewan.

## Inuit i Métis
Des d'un punt de vista constitucional no tots els pobles indígenes són Primeres Nacions. A més dels indis, la Constitució (article 35.2) reconeix dos altres grups indígenes: els Inuit i els métis. L'organització nacional dels inuit és la Inuit Tapirisat del Canadà. El territori autogovernat de Nunavut és habitat majoritàriament per inuit. L'estatus dels métis encara es troba sense resoldre però ha estat subjecte de negociacions recents desembocant en l'Acord marc entre diverses organitzacions de la nació métis i el Canadà.